# アルフレッド・ジョージ・クヌードソンJr
アルフレッド・ジョージ・クヌッドソンJr（Alfred George Knudson, Jr.、1922年8月9日 - 2016年7月10日）は、アメリカ合衆国の遺伝学者で、癌遺伝学を専門とする。1971年には、発癌における突然変異の効果を説明するクヌードソン仮説を提唱した。
ロサンゼルスで生まれ、カリフォルニア工科大学で1944年に学士号、1947年に修士号、1956年に博士号を得た。1953年から1954年にはガッデンハイムフェローシップを受けた。1976年からフィラデルフィアのフォックスチェイスがんセンターに勤めた。

## 受賞歴
- 1997年 ガードナー国際賞
- 1998年 ラスカー・ドゥベーキー臨床医学研究賞
- 2003年〜2005年トムソン・ロイター引用栄誉賞
- 2004年 京都賞基礎科学部門